# Piper pontis
Piper pontis är en pepparväxtart som beskrevs av William Trelease. Piper pontis ingår i släktet Piper och familjen pepparväxter. Inga underarter finns listade i Catalogue of Life.